# Cantonul Labastide-Murat
Cantonul Labastide-Murat este un canton din arondismentul Gourdon, departamentul Lot, regiunea Midi-Pyrénées, Franța.

## Comune
| Comune                  | Populație (1999) | Cod poștal | Cod INSEE |
| ----------------------- | ---------------- | ---------- | --------- |
| Beaumat                 | 63               | 46240      | 46019     |
| Caniac-du-Causse        | 246              | 46240      | 46054     |
| Fontanes-du-Causse      | 72               | 46240      | 46110     |
| Ginouillac              | 165              | 46300      | 46121     |
| Labastide-Murat         | 690              | 46240      | 46138     |
| Lunegarde               | 73               | 46240      | 46181     |
| Montfaucon              | 403              | 46240      | 46204     |
| Saint-Sauveur-la-Vallée | 39               | 46240      | 46291     |
| Séniergues              | 113              | 46240      | 46304     |
| Soulomès                | 107              | 46240      | 46310     |
| Vaillac                 | 107              | 46240      | 46325     |